# هنری استیکمین کلکسیون
مجموعه هنری استیکمین (انگلیسی: The Henry Stickmin Collection) یک بازی ماجراجویی فانتزی در سبک اشاره و کلیک است که توسط PuffballsUnited توسعه داده‌شده و توسط Innersloth منتشر شده‌است.